# Театри в Приштині
У місті на Балканському півострові Приштині працюють 3 театри: Національний театр Косово, театр ОДА і театр ДОДОНА. Спектаклі ставляться щотижня. У театрах працюють близько 20 популярних актори. Театри розміщені в центрі Приштини. Національний театр (Teatri Kombetar) розташований в центрі міста, біля головної урядової будівлі. Театр ОДА розміщується в будівлі Молодіжного центру, а театр ДОДОН знаходиться в районі Велуча біля площі Ібрагіма Ругова.

## Національний театр Косово
(42°39′43″ пн. ш. 21°09′47″ сх. д. / 42.662° пн. ш. 21.163° сх. д.)

### Історія театру

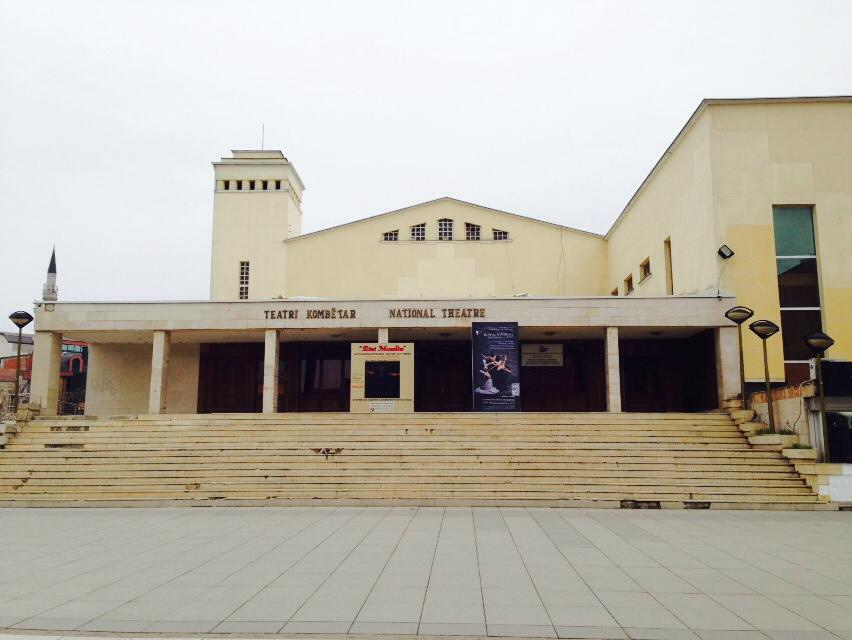
Національний театр Косово

Національний театр Косово був заснований в жовтні 1946 року в Призрені. Це був перший професійний театр в Косово після Другої Світової Війни. Через кілька місяців після створення, театр переїхав до Приштини, столиці Косово. У перших виставах театру грали в основному самодіяльні артисти, яким допомагали професійні артисти з інших театрів колишньої Югославії. До 1989 року театр поставив більше 400 прем'єр, їх подивилися понад 3,2 млн глядачів.
Репертуар театру побудований на п'єсах югославської драматургії і світової класики. У 1967 році вистава «Erveheja» режисера Кена Мухаррему була удостоєна премії за найкращу драму на югославському театральному фестивалі «Sterijino Pozorje». Театр підтримується фондом Міністерства культури, молоді та спорту Республіки Косово.

### П'єси на сцені Національного театру Косова
- 2008 рік: « Çifti Martin», «Тартюф», «Motra e katërt» («Четверта сестра»), «Liria po vjen» («Свобода прийде»).
- 2009 рік: «Dejzilend» («Земля Ромашок»), «Bodrumi» («Підвал»), «Rebelët» («Повстанці»), «Mashtruesit» («Аферисти»), «Vdekja dhe Vasha» («Смерть і дівчина»), «Норвегія сьогодні».
- 2010 рік: «Пер Ґюнт», «Heshtja» («Мовчання»), «Clooser»
- 2011 рік: «Fizikantët», «Udhëtimi» (поїздка), « Nata e Helverit», «Leksioni I Yu-Mitologjisë».
- 2012 рік: «Нора», «Лісістрата», «Dosja H»[6] , «Shtëpia në ankand».
- 2013 рік: «Dëshmitari» («свідок»), «Përplasjet» («зіткнення»), «Mbas Zonjushës Julie», «Хроніки Нарнії»

### Відомі театральні діячі
- Актори: Istref Begolli, Muharrem Qena, Sylë Kuçi, Drita Krasniqi, Selman Jusufi , Igballe Qena, Fatime Lajçi, Leze Qena, Fatime Lugiqi, Shirine Morina, Bislim Muçaj, Hysnijë Muçaj, Kumrije Hoxha, Mehmet Breznica, Ismet Azemi, Drita Begolli, Veton Osmani, Lumnije Muçaj-Sopi, Xhejlane Godanci, Adhurim Demi, Basri Lushtaku, Naim Berisha, Fatmir Spahiu, Xhevat Qena, Nëntor Fetiu, Dibran Tahiri, Adem Mikullovci, Luan Jaha, Lirak Çelaj.
- Автор: Бегір Мусліу.
- Режисери: Fetah Mehmeti, Kristë Berisha, Fadil Hysaj, Isa Qosja, Besim Sahatçiu, Agim Sopi, Selami Taraku, Jeton Budima, Ilir Bokshi, Esat Brajshori, Atdhe Gashi.
- Художники: Linda Polloshka, Violeta Xhaferi, Iliriana Loxha, Lumturije Gashi.

### Нагороди 1950—1979 років
Першу професійну нагороду театр отримав у 1950 році. Це була премія Shani Pallaska за виставу «Personi i dyshimtë» («Підозрілі особи») Нушика на фестивалі професійних театрів Сербії, який відбувся в Белграді .
- У грудні 1963 року театр був нагороджений призами «Shpërblimi i Vukut» і «Shpërblimi i publikut» («Приз глядацьких симпатій»)
- У 1969 році в Ужиці, драма «Fosilet» («Кістки») була нагороджена за акторську гру. Нагороду отримав Istref Begolli.
- У 1969 році в місті Шабац, сербська драма «Rruga е zhvillimit е Boro Shnjaderit» Поповича, виграє приз «Mysafiri i Qytetit» («Міський гість»), за найкращу постановку, режисера Lubo Milosovic, і за авторську гру — Стояна Стояновича.
- У 1970 році в Лесковаці, драма «Duke pritur Godonë» («Очікування Бога»), Бекета, була нагороджена за режисуру — Luba Milosovic.
- Театр був також удостоєний «Грудневої Премії Косово» і «Премії Листопада Приштини».
- У 1971 році Йосип Броз Тіто за постановку «Bashkim Vëllazërim» нагородив театр золотою короною.
- У 1972 році в Заєчарі драма «Гамлет у підвалі» взяла перший приз за акторську гру Кана Ладжсі.
- У 1975 рік в місті Крагуєваць драма «Gjenerali i ushtrise se vdekur» («Генерал мертвої армії») Ісмаїла Кадера, актори: Істрф Беголлі і Шані Палласке були відзначені як найкращі чоловіки-актори.
- У 1979 році театр був удостоєний премії AVNOJ.

## Театр ОДА

### Історія театру
(42°39′40″ пн. ш. 21°09′22″ сх. д. / 42.661° пн. ш. 21.156° сх. д.)

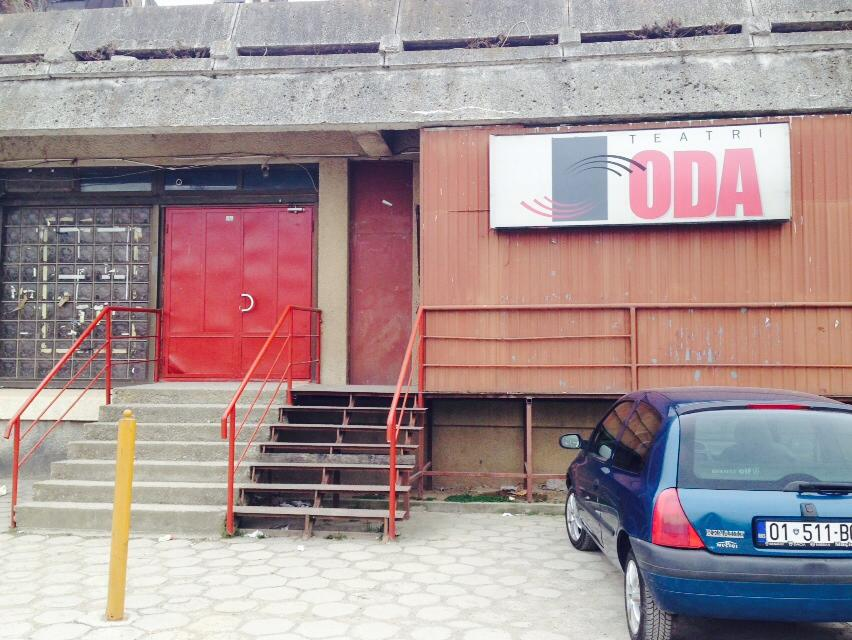
Театр ОДА в Приштині

Незалежний театр ОДА в Приштині (Косово) був заснований в кінці 2002 року за ініціативою акторів Lirak Celaj і Florent Mehmeti.
Першою прем'єрою театру була п'єса «Монологи вагіни». Ця прем'єра була показана в орендованому приміщенні, яке пізніше, було стало служити резиденцією цього театру протягом десяти років. Будівля театру спочатку була клубом для боулінгу, пізніше її переробили в диско-клуб, а вже потім в театр з гнучким використанням, зручний для цілого ряду подій від малого, більш інтимного до великих та гучних заходів. Простір театру працював систематично, в залежності від бюджетних можливостей.

### П'єси
- «Tre Gjërmant е Trashë» (Три німецьких товстуни);[9]
- «Dhoma 13» («Номер 13»);
- «Endrra e nje nate vere» («Сон в літню ніч»);
- «Grafitet» («Графіті»);
- «Doruntina»;
- «Qyteti за rritet» («Місто росте»);
- «ODA blu» («Блакитна Ода»);
- «Lufta Iliri-Romake» («Ілірійсько-Римські Війни»);
- «Piknik ne Fushebeteje» («Пікнік в Уорфілді»).

Основні глядачі театру (близько 70 % аудиторії) — молодь у віці 25-35 років.

## Театр Додона

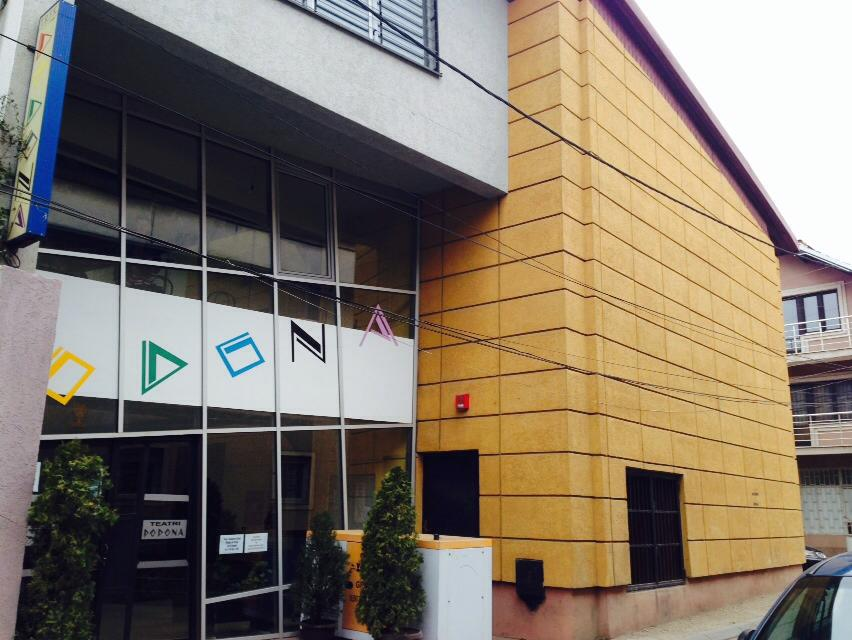
Театр Додона в Приштині

### Історія театру
(42°39′50″ пн. ш. 21°10′12″ сх. д. / 42.664° пн. ш. 21.170° сх. д.)
Дитячий театр Додона був заснований в Приштині 12 листопада 1986 року. Рік по тому в 1987 році театру було присвоєно ім'я Додона. У перші чотири роки свого існування його керівником був хорватський драматург Борислав Мркич. У 1992 році театр переїхав у приміщення на вулиці Митровиці, то дало йому можливість грати дитячі та дорослі вистави одночасно. Будівля театру було реконструйовано у 1986-1992 роках і в 2004-2006 роках. 

### П'єси
Однією з найуспішніших п'єс театру була «Pylli është i të gjithëve» (Ліс належить всім).
До сьогоднішнього дня були показані 37 прем'єри, які подивилися більше 520000 глядачів. Театр Додона театр брав участь на різних фестивалях.
У 1984-2011 роках у театрі ставилися п'єси:
- «Pylli është я të gjithëve» (Ліс належить усім);
- «Rosak Baltaku»;
- «Elefanti i vogël kureshtar» (Маленький слон);
- «Lozonjar Minuku» (Грайлива миша);
- «Posta e porositur» (У заданому порядку);
- «Picrraku» (Найменший);
- «Kënga si dhuratë» (Пісня в подарунок);
- «Princesha Zobeida» (Принцеса Зобейда);
- «Përralla me lara» (Різнокольорові казки);
- «Qeni që nuk dinte të leh» (Собаки, які не вміють гавкати);
- «Kësulkuqja» (Червона Шапочка).

### Театральні діячі
- Автори: Agim Deva, Arif Demolli, Abdyl Bunjaku, Adelina Mamaqi, Gani Xhafolli, Hajro Ulqinaku, Hivzi Krasniqi, Mark Krasniqi, Rifat Kukaj. Directors: Melihate Qena, Borislav Merksic.
- Режисери: Melihate Qena, Borislav Merksic.
- Актори: Avni Hoti, Avdi Azemi, Faik Gashi, Royal Berisha, Valdet Rama, Esat Ferizi, Ismet Azemi, Veton Osmani, Donika Gashi.